# Acrobatidae
Los acrobátidos (Acrobatidae) son una familia de mamíferos marsupiales que incluye dos géneros, con una especie cada uno.

## Géneros y especies
- Género Acrobates
  - Acrobates pygmaeus
- Género Distoechurus
  - Distoechurus pennatus